# Stokely Carmichael
Kwame Turé (nacido como Stokely Carmichael -pronunciado stóukli karmáikl-; Trinidad y Tobago, Indias Occidentales Británicas; 29 de junio de 1941 - Guinea-Conakry; 15 de noviembre de 1998) fue un político y activista anglo-estadounidense. Destacado organizador del movimiento por los derechos civiles en Estados Unidos y del movimiento pan-africano mundial.

## Biografía
Carmichael nació en Puerto España (Trinidad y Tobago), donde asistió a la Tranquility School antes de trasladarse a Harlem en 1952, con 11 años, para reunirse con sus padres que habían emigrado a Estados Unidos cuando él tenía 2 años.
Su madre, Mabel R. Carmichael, era azafata de una línea de barcos de vapor. Su padre, Adolphus, era carpintero y también trabajaba como taxista. Los Carmichael reunidos acabaron abandonando Harlem para vivir en Van Nest, en el Bronx, donde asistió a la High School of Science de Nueva York. Tras graduarse en 1960, se matriculó en la Howard University en Washington D. C., una universidad históricamente negra, y se licenció en Filosofía en 1964. En Howard, Carmichael se unió al Nonviolent Action Group (NAG), la filial universitaria del Student Nonviolent Coordinating Committee (SNCC) (Comité Coordinador No Violento de Estudiantes) del que fue organizador y portavoz.

## Trayectoria
Participó en los Freedom Rides que el Congreso por la Igualdad Racial (CORE) organizó para eliminar la segregación en los autobuses interestatales y en los restaurantes de las estaciones de autobuses de la ruta 40 de EE. UU..
Junto con otros ocho pasajeros, el 4 de junio de 1961, Carmichael viajó en tren desde Nueva Orleans, Luisiana, a Jackson, Misisipi, para integrar la sección del tren que antes era "para blancos". Antes de subir al tren en Nueva Orleans, se encontraron con manifestantes blancos que bloqueaban el paso. Carmichael dijo: "Gritaban. Nos lanzaban latas y cigarrillos encendidos. Nos escupían". Finalmente, el grupo pudo subir al tren. Cuando llegaron a Jackson, Carmichael y los otros ocho pasajeros entraron en una cafetería "blanca". Fueron acusados de alterar el orden público, detenidos y llevados a la cárcel.
En 1964, Carmichael se convirtió en organizador de campo a tiempo completo para el SNCC en Misisipi. Los activistas de base organizaron el Mississippi Freedom Democratic Party (MFDP), ya que el Partido Demócrata normal no representaba a los afroamericanos del estado. Pero, finalmente, el Comité Nacional Demócrata denegó el derecho de voto a los delegados del MFDP y optó por sentar a la delegación blanca habitual. Carmichael decidió abandonar el MFDP, y en su lugar, comenzó a explorar los proyectos del SNCC en Alabama en 1965. Durante el periodo de las marchas de Selma a Montgomery, James Forman le reclutó para participar en un "segundo frente" para organizar protestas en el Capitolio del Estado de Alabama. En el condado de "Bloody Lowndes", a lo largo de la ruta de la marcha, hablando con los residentes locales, se documentaron 14 linchamientos de afroamericanos en el condado de Lowndes entre 1877 y 1950. En 1965, en el condado de Lowndes, Alabama, de mayoría negra, Carmichael ayudó a aumentar el número de votantes negros registrados de 70 a 2.600, siendo 300 más que el número de votantes blancos registrados.
Tras la aprobación por el Congreso de la Ley del Derecho al Voto de 1965, se autorizó al gobierno federal a supervisar y hacer cumplir sus derechos. Carmichael, Hulett y sus aliados locales formaron la Organización por la Libertad del Condado de Lowndes (LCFO), un partido que tenía a la pantera negra como mascota, por encima del Partido Demócrata local, dominado por los blancos, cuya mascota era un gallo blanco. Como la protección federal contra la violenta supresión de votantes por parte del Ku Klux Klan y otros opositores blancos era esporádica, la mayoría de los activistas del condado de Lowndes portaban armas abiertamente. 
Carmichael se convirtió en presidente del SNCC en 1966 y fue en el mitin de la "Marcha de Meredith contra el miedo" donde habló sobre el Poder Negro, por primera vez. Aunque el Poder Negro no era un concepto nuevo, su discurso lo puso de relieve. Se convirtió en un grito de guerra para los jóvenes afroamericanos de todo el país que se sentían frustrados por la lentitud de los avances en materia de derechos civiles.
En una conferencia organizada por el SDS en la Universidad de Berkeley en octubre de 1966, Carmichael desafió a la izquierda blanca a intensificar su resistencia al servicio militar obligatorio de forma similar al movimiento negro. Durante un tiempo, en 1967, consideró la posibilidad de aliarse con la Industrial Areas Foundation de Saul Alinsky y, en general, apoyó el trabajo de la IAF en las comunidades negras de Rochester y Buffalo.
Carmichael animó a King a exigir la retirada incondicional de las tropas estadounidenses de Vietnam, se unió a King en Nueva York el 15 de abril de 1967 para compartir con los manifestantes sus puntos de vista sobre la raza en relación con la guerra de Vietnam. En mayo de 1967, dejó la presidencia del SNCC y fue reemplazado por H. Rap Brown. En agosto de 1968, se unió al Partido de las Panteras Negras y se identificó más claramente como su "Primer Ministro Honorario".
En 1969 se autoexilió a Guinea junto con su esposa, la cantante y activista Miriam Makeba. Se convirtió en asesor del presidente Ahmed Sekou Touré (1922-1984) y en alumno de Kwame Nkrumah (1909-1972), que había sido presidente democrático de Ghana, y fue exiliado a Guinea, donde Touré le dio el puesto de vicepresidente honorario. Como homenaje a ellos cambió su nombre por el de Kwame Ture, y más tarde viajó por todo el mundo como defensor del Partido Revolucionario de Todos los Africanos (All-African People’s Revolutionary Party) en 1972 y llamó a los Afroamericanos radicales a trabajar para la liberación Africana y el Pan-Africanismo.
Murió en Conakry (Guinea) en 1998 de cáncer de próstata a la edad de 57 años.